# São Sebastião (Lagos)
A Freguesia de São Sebastião foi uma freguesia portuguesa do Município de Lagos a qual tinha 19,80 km² de área e com 14 049 habitantes (2011) e, por isso, uma densidade populacional de 709,5 h/km², sendo a freguesia mais populosa da cidade de Lagos.
A Freguesia de São Sebastião foi extinta em 2013, no âmbito de uma reforma administrativa nacional, para, em conjunto com a Freguesia de Santa Maria, formar uma nova freguesia denominada São Gonçalo de Lagos da qual é a sede.
A Freguesia de São Sebastião compreendia não só parte da cidade de Lagos como também alguns arredores. Na cidade em si, esta freguesia compreendia a zona norte da cidade velha e as zonas mais a nordeste (sendo as restantes zonas da cidade pertencentes à também extinta, Freguesia de Santa Maria). Fora da cidade, a Freguesia de São Sebastião compreendia as localidades de Portelas, Chinicato, Sargaçal, entre outras.
A freguesia era limitada por Santa Maria, a sul, pela freguesia de Luz, a sudeste, por Barão de São João, a este, Bensafrim, a norte, Odiáxere, a oeste, e pelo Oceano Atlântico, a sudoeste.

## Património
- Barragem romana da Fonte Coberta ou Sítio da Fonte Coberta[4]
- Igreja de Santo António (Lagos)[5]
- Igreja de São Sebastião (Lagos) ou Antiga Igreja de Nossa Senhora da Conceição[6]
- Capela de São João Baptista ou Ermida de São João Baptista[7]
- Estação arqueológica de Monte Molião
- Ermida de Santo Amaro

## População

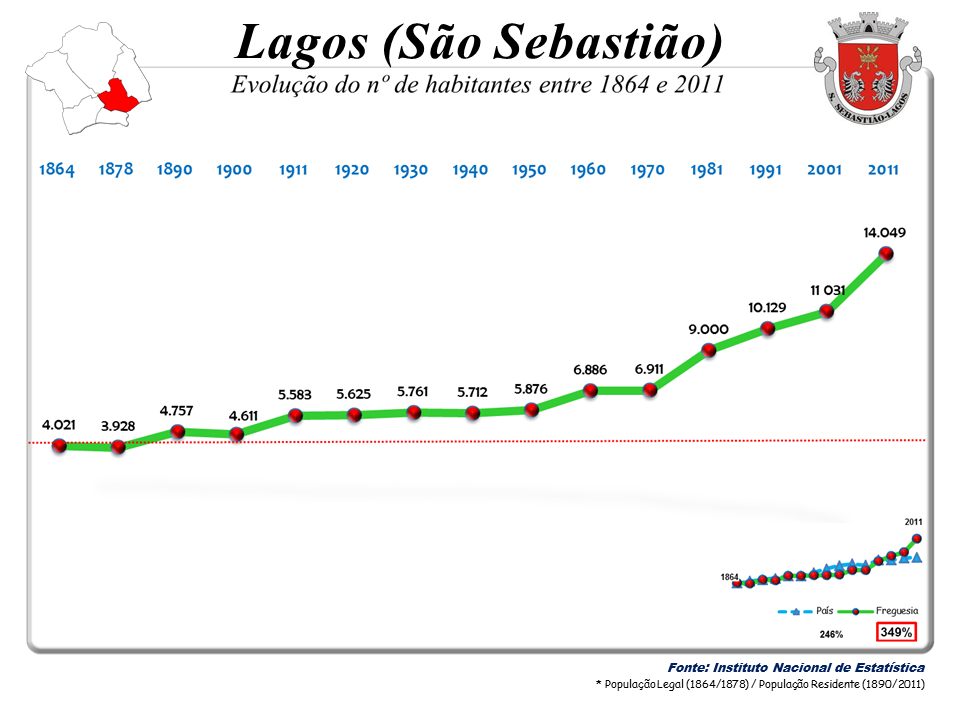
Evolução da População 1864 / 2011

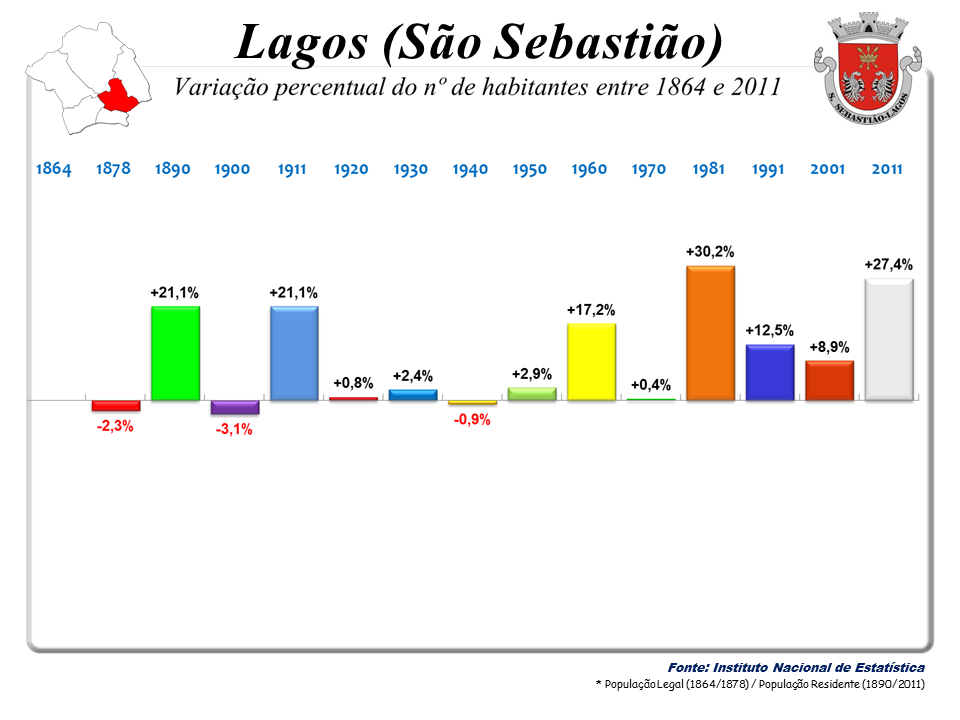
Variação da População 1864 / 2011

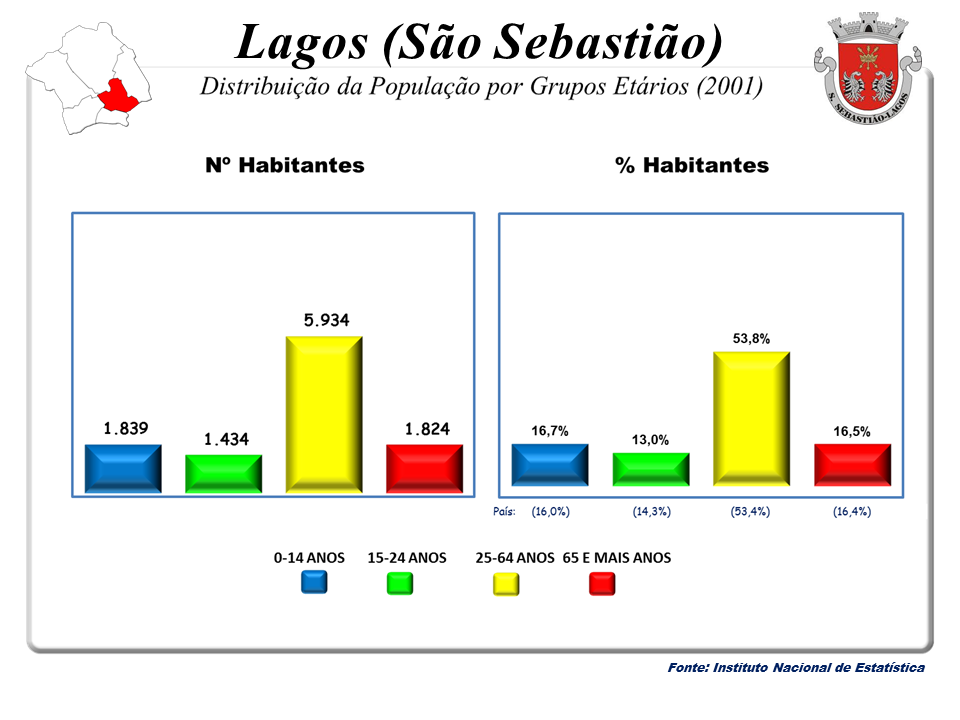
A População em 2001

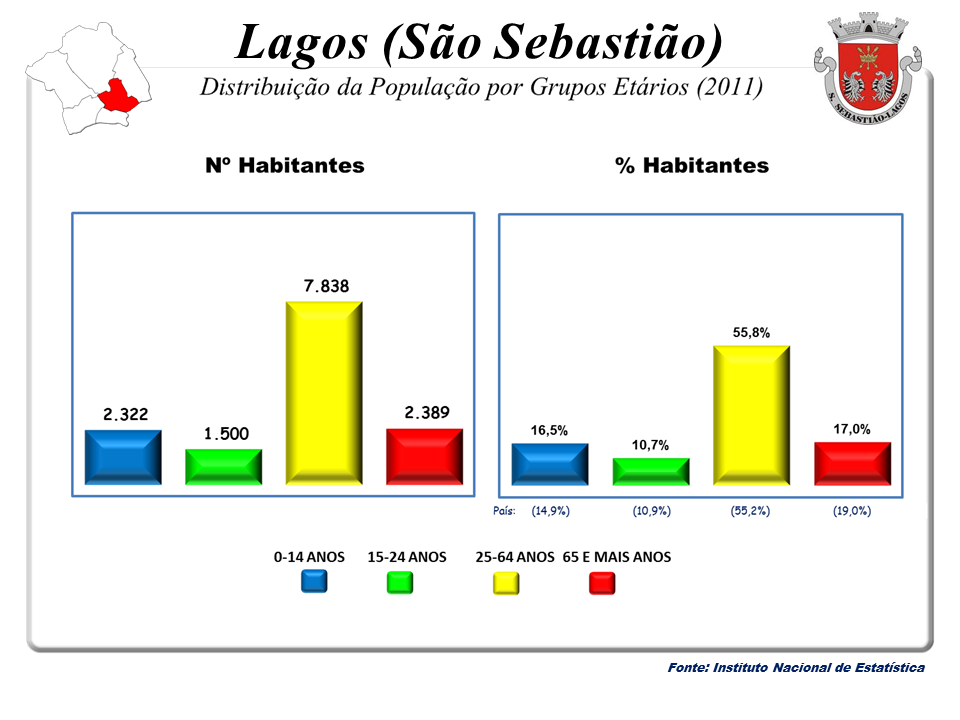
A População em 2011

| População da freguesia de Lagos (São Sebastião) | População da freguesia de Lagos (São Sebastião) | População da freguesia de Lagos (São Sebastião) | População da freguesia de Lagos (São Sebastião) | População da freguesia de Lagos (São Sebastião) | População da freguesia de Lagos (São Sebastião) | População da freguesia de Lagos (São Sebastião) | População da freguesia de Lagos (São Sebastião) | População da freguesia de Lagos (São Sebastião) | População da freguesia de Lagos (São Sebastião) | População da freguesia de Lagos (São Sebastião) | População da freguesia de Lagos (São Sebastião) | População da freguesia de Lagos (São Sebastião) | População da freguesia de Lagos (São Sebastião) | População da freguesia de Lagos (São Sebastião) |
| ----------------------------------------------- | ----------------------------------------------- | ----------------------------------------------- | ----------------------------------------------- | ----------------------------------------------- | ----------------------------------------------- | ----------------------------------------------- | ----------------------------------------------- | ----------------------------------------------- | ----------------------------------------------- | ----------------------------------------------- | ----------------------------------------------- | ----------------------------------------------- | ----------------------------------------------- | ----------------------------------------------- |
| 1864                                            | 1878                                            | 1890                                            | 1900                                            | 1911                                            | 1920                                            | 1930                                            | 1940                                            | 1950                                            | 1960                                            | 1970                                            | 1981                                            | 1991                                            | 2001                                            | 2011                                            |
| 4 021                                           | 3 928                                           | 4 757                                           | 4 611                                           | 5 583                                           | 5 625                                           | 5 761                                           | 5 712                                           | 5 876                                           | 6 886                                           | 6 911                                           | 9 000                                           | 10 129                                          | 11 031                                          | 14 049                                          |

;
;
;
;